# Mémorial de Montello
Le Mémorial de Montello (en italien: Sacrario del Montello) est l'un des principaux ossuaires dans la région de Vénétie avec plus de 9 000 soldats morts pendant la bataille entre le 15 et 21 juin 1918 sur le front italien de la Première Guerre mondiale. Il prend le nom du petit relief montagneux (le Montello) qui l'accueille.

## Description
Le mémorial est situé à l'extrémité orientale de la colline de Montello à une altitude de 176 m (localement appelé Colesel de Zorzi ou Colesel de Zorle, dans la municipalité de Nervesa della Battaglia),. Le bâtiment recueille les restes de 9 325 (à l'origine, ils ont été 9 316) soldats italiens (dont 6 095 identifiés et 3 230 inconnus), provenant de cent vingt cimetières dispersés le long du Piave,.
Le bâtiment, conçu par l'architecte romain Felice Nori et a été achevé en 1935. Sa forme est semblable à celle des autres bâtiments commémoratifs de la Grande guerre en Vénétie avec une structure cubique et une grande place vide en bas des escaliers. Le complexe est divisé en deux parties: la partie inférieure, de trois étages, contenant les corps dans des cellules en marbre individuelles ou commune. La partie supérieure est une grande tour à partir de laquelle le théâtre de la bataille est visible. Le haut de la structure est formée par un dôme de verre et d'acier, achevée dans les années 1980.
À l'intérieur du mausolée, dans la partie creuse, il y a une petite chapelle. Il y a également un musée qui recueille des artefacts et des informations à propos de la bataille du Solstice. À proximité se trouve le monument de Francesco Baracca, accessible par un sentier.

## Galerie d'images

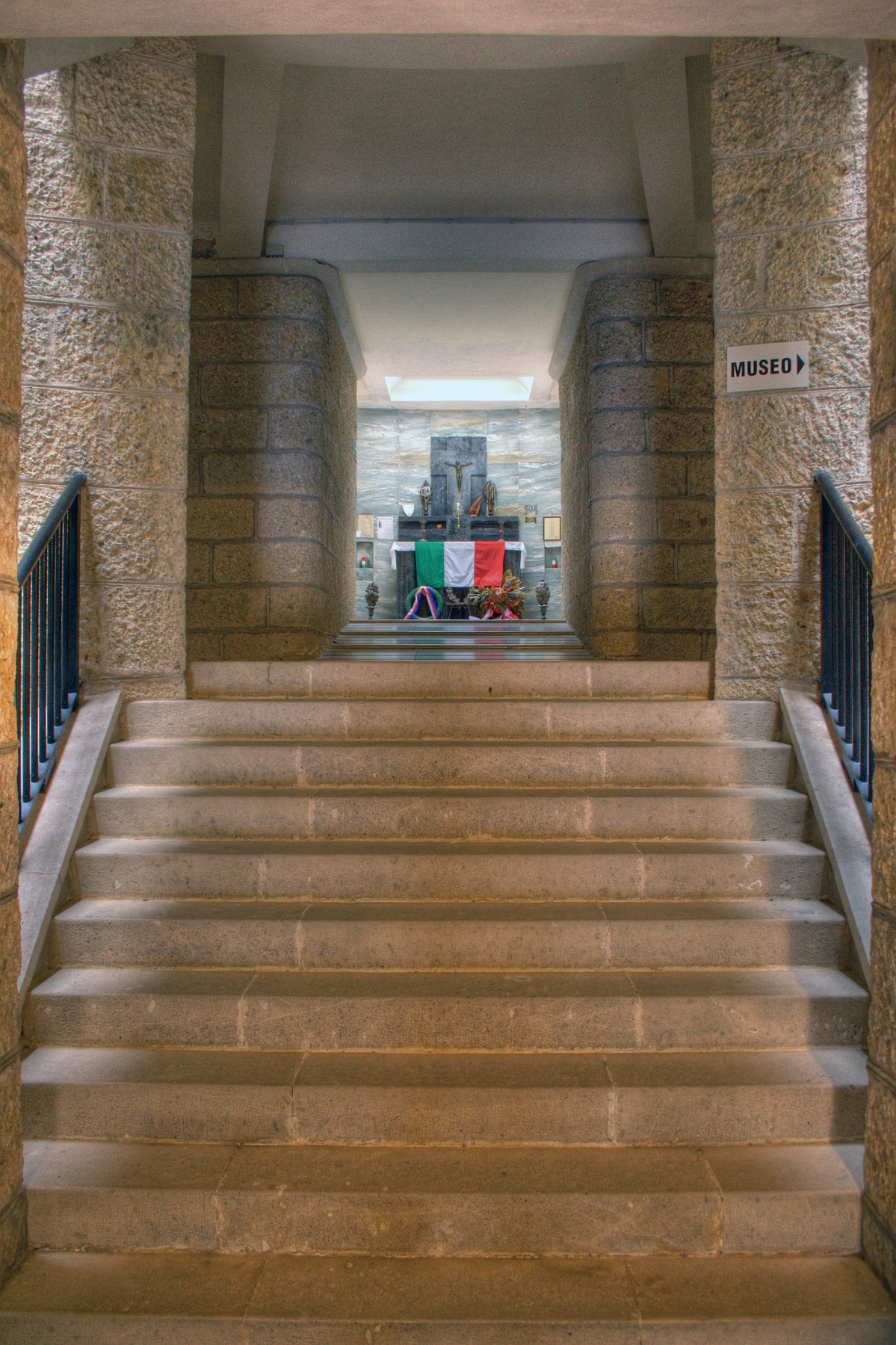
Entrée.
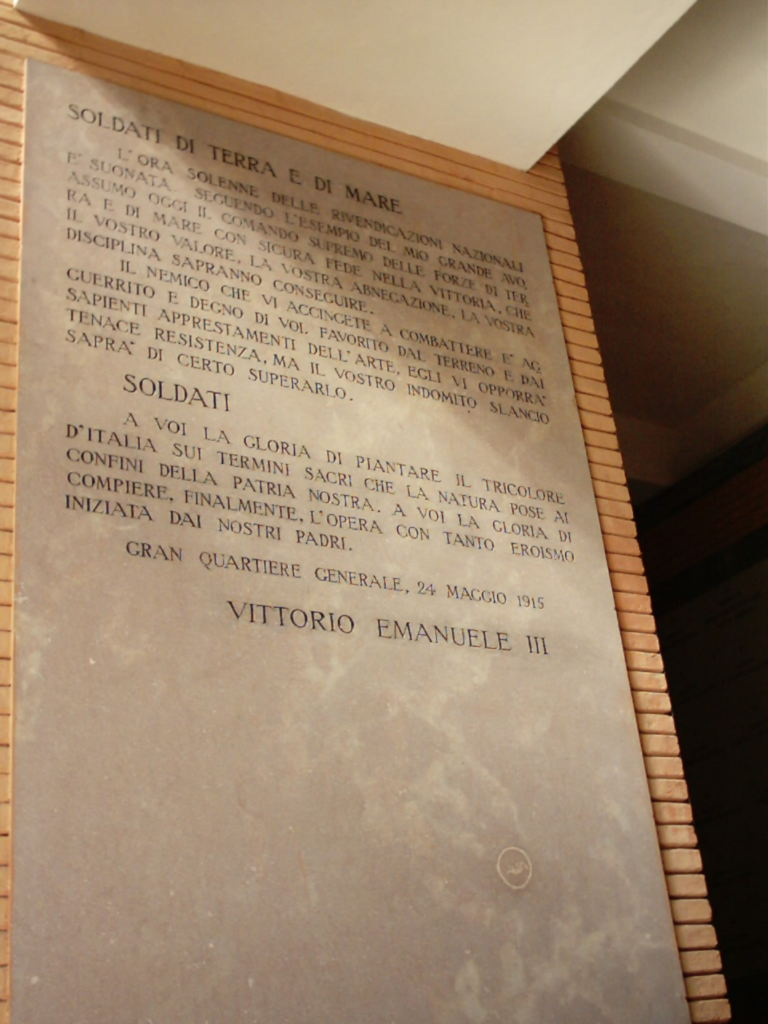
Plaque à l'entrée.
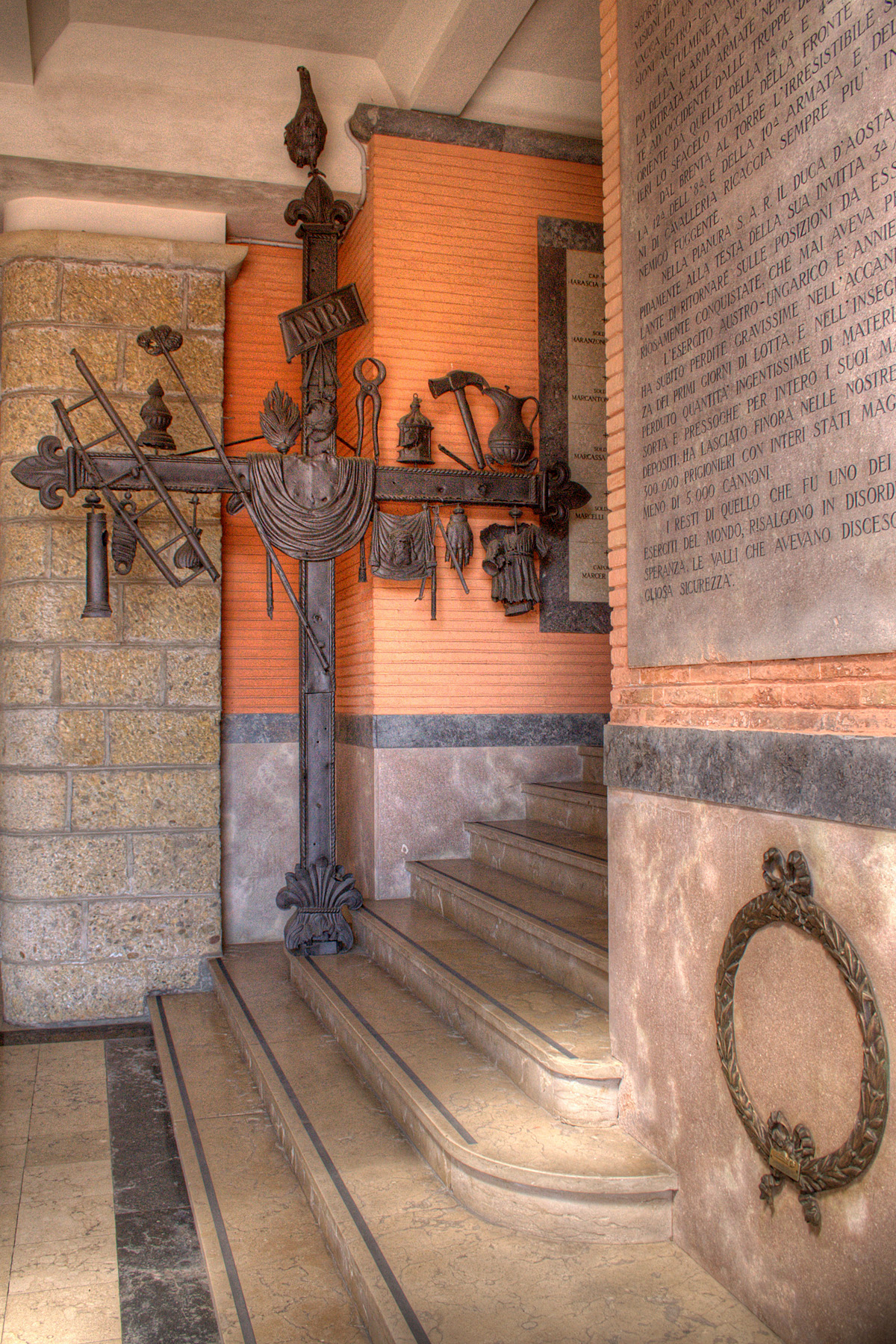
La croix placée à l'entrée.
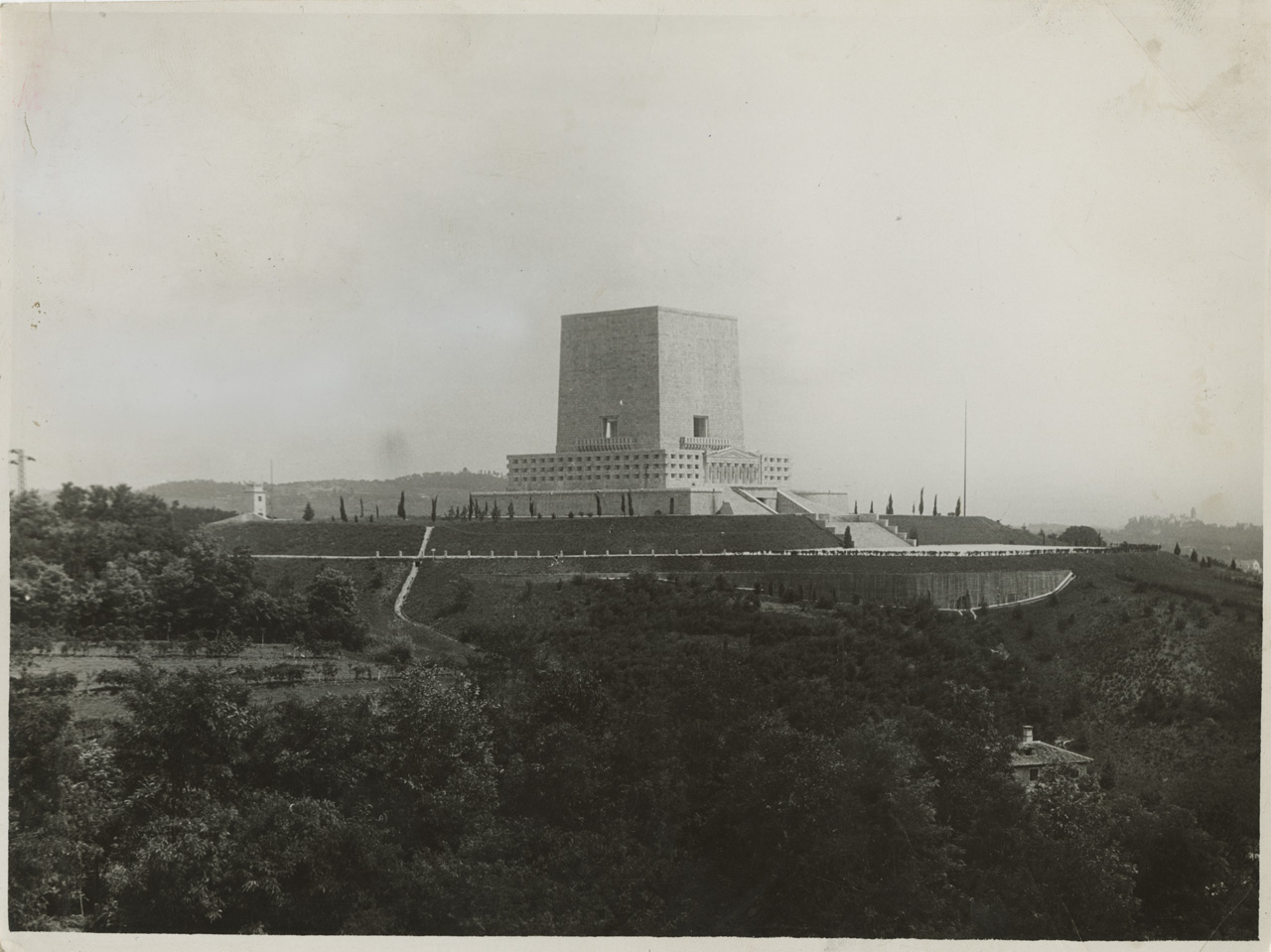
Le mémorial dans une photo d'archive.